# Emile Godding
Emile Godding (Brugge, 18 augustus 1841 - Antwerpen, 22 oktober 1898) was een Belgisch kunstschilder.

## Levensloop
Hij was leerling aan de Brugse Academie en van de Brugse schilder Bruno Van Hollebeke. Pas op iets latere leeftijd (vanaf 1874), toen hij in Antwerpen was gaan wonen, volgde hij nog lessen aan de Academie aldaar.
Hij schilderde portretten en genretaferelen (vooral huiselijke scènes) en was ook een knap tekenaar.
Tijdens de Wereldtentoonstelling in Antwerpen in 1894 stelde hij tentoon in de sectie "Oud Antwerpen" samen met Jan Portielje, Gerard Portielje, Edward Portielje en Henri Timmermans.

## Musea
- Antwerpen, K.M.S.K.: Fluitspeler